# بروطيا بورشالية
بروطيا بورشالية (الاسم العلمي:Protea burchellii) هو نوع من النباتات يتبع جنس البروطيا من الفصيلة البروطية.